# 田村元秀
田村 元秀（たむら もとひで、1959年8月18日 - ）は、日本の天文学者。東京大学大学院理学系研究科教授。専門は赤外線天文学。

## 来歴・人物
奈良県宇陀郡榛原町（現：宇陀市）出身。東大寺学園中学校・高等学校を経て1983年京都大学理学部物理学科卒業、京都大学大学院理学研究科博士課程修了。国立天文台助手を経て自然科学研究機構国立天文台教授、東京大学大学院理学系研究科教授（天文学教室）。
大学院では宇宙線研究室に所属し、佐藤修二に師事した。
1988年、京都大学より理学博士の学位を取得。論文の題は「An infrared polarimetric study of the role of magnetic field in star formation（赤外偏光観測による、星形成における磁場の役割の研究）」。2013年東レ科学技術賞受賞。

## 業績
- 1998年にアメリカ合衆国パロマー天文台で高感度の赤外線カメラを使い500光年離れている巨大な惑星と推定される星を発見した。
- 同じく1998年にオリオン大星雲の中心からやってくる赤外線に偏光があることを発見した。
- 米国の学術雑誌『サイエンス』に宇宙空間にある偏光によって生き物を形づくるアミノ酸にも非対称性が現れたらしいと発表した。

## 研究テーマ
- 恒星および惑星系形成の観測
- 太陽系外惑星の検出

## 著書
- 『私たちは暗黒宇宙から生まれた』（共著、日本評論社、2004年）
- 『星の誕生』（共著、クバプロ、2004年）
- 『物理学の挑戦』（共著、日本評論社、2006年）
- 『宇宙に知的生命体は存在するのか』（共著、ウェッジ選書、2007年）
- 『宇宙最前線』（共著、ソフトバンククリエイティブ サイエンス・アイ新書、2007年）
- 『シリーズ 現代の天文学 第15巻 宇宙の観測I』（共著、日本評論社、2007年）
- 『シリーズ 現代の天文学 第6巻 星間物質と星形成』（共著、日本評論社、2008年）
- 『シリーズ 現代の天文学 第9巻 太陽系と惑星』（共著、日本評論社、2008年）
- 『宇宙は“地球”であふれている』（共著、技術評論社、2008年）
- ニュートン別冊 『宇宙画像2009』（ニュートンプレス）
- ニュートン別冊 『宇宙画像2010』（ニュートンプレス）
- 数学セミナー別冊 『宇宙はどこまでわかったか?』（岡村定矩・吉田直紀・須藤靖との共著、日本評論社、2010年11月20日）